# Edward Lansdale
Edward Geary Lansdale  (ur. 6 lutego 1908 w Detroit, zm. 23 lutego 1987 w McLean w stanie Wirginia) – oficer United States Air Force, generał major, służył w Office of Strategic Services oraz Centralnej Agencji Wywiadowczej, orędownik silniejszych działań USA podczas zimnej wojny.

## Życiorys

### Dzieciństwo i młodość
Edward G. Lansdale urodził się w 1908 w Detroit w stanie Michigan, jako drugi z czterech synów Sarah Frances Philips i Henry’ego Lansdale. Uczęszczał do szkół w Michigan, Nowym Jorku oraz Kalifornii przed studiami na Uniwersytecie Kalifornijskim w Los Angeles. Na studiach zajmował się również pisaniem do gazet i czasopism.

### II wojna światowa
Podczas wojny pracował w Biurze Służb Strategicznych, gdzie w 1943 roku został oddelegowany jako porucznik do pracy w poszczególnych zadaniach wywiadu wojskowego. W 1945 roku, po kilku awansach, został przeniesiony do centrali Sił Powietrznych Zachodniego Pacyfiku, gdzie został szefem Wydziału Wywiadu. Otrzymał awans na majora Sił Powietrznych.

### Filipiny
Do 1948 roku pomagał odbudować armii Filipin służby wywiadowcze oraz był odpowiedzialny za rozwiązywanie sprawy jeńców wojennych. Po opuszczeniu Filipin w 1948 roku pracował jako instruktor w Szkole Wywiadu Strategicznego mieszczącej się w Bazie Lotniczej Lowry w stanie Kolorado, gdzie otrzymał w 1949 roku tymczasową promocję na podpułkownika.
W 1950 roku prezydent Elpidio Quirino złożył osobiście wniosek o oddelegowanie Lansdale’a do wspomagania służb Filipin w zwalczaniu lewicowego ruchu partyzanckiego Hukbalahap. Nowo wybrany sekretarz obrony narodowej, Ramon Magsaysay, mianował Lansdale’a swoim oficerem łącznikowym.
Współpraca Lansdale’a z Magsaysayem stopniowo przerodziła się w przyjaźń; obydwoje często odwiedzali razem rejony w których były prowadzone walki. Lansdale’a pomógł filipińskim siłą zbrojnym opracować założenia wojny psychologicznej, a także w rehabilitacji więźniów Hukbalahapu w projekcie „EDCOR”. Został awansowany do stopnia pułkownika w 1951 roku.

### Wietnam
Lansdale był członkiem misji gen. John W. O’Daniela w Indochinach w 1953 roku, jako doradca w sprawie działalności partyzanckiej wymierzonej we francuskie siły przez Việt Minh. Od 1954 do 1957 roku stacjonował w Sajgonie jako doradca rządu Wietnamu Południowego. Był aktywny w szkoleniu wojsk Wietnamu Południowego, organizował milicje wyznawców kaodaizmu pod przewodnictwem Trình Minh Thế w celu wzmocnienia armii. Wspomógł także w 1955 roku dojście do władzy Ngô Đình Diệm, z którym utrzymywał przyjazne stosunki.
Szkolił również Phạm Xuân Ẩna, reportera magazynu „Time”, który był w rzeczywistości północno-wietnamskim szpiegiem. W 1961 roku pomógł nagłośnić historię księdza Nguyễn Lạc Hóa, „walczącego kapłana”, który zorganizował milicję „Sea Swallows”, złożoną z chińskich katolickich uchodźców.
Również w 1961 roku, zrekrutował John Deutcha do jego pierwszej pracy w na rządowym stanowisku.
W maju 1995 roku, Deutch został mianowany 17 dyrektorem Centrali Wywiadu

### Kuba
Od 1957 do 1963 roku pracował dla Departamentu Obrony w Waszyngtonie, jako zastępca sekretarza operacji specjalnych; był również członkiem prezydenckiego komitetu wojskowego oraz asystentem sekretarza obrony USA ds. operacji specjalnych. We wczesnych latach 60. brał udział w działaniach mających na celu obalenie rządu Kuby, w tym zamordowaniu Fidela Castro. Znaczna część tych prac działa się pod egidą „operacji Mongoose”, planu CIA mającego na celu obalenie Castro.
Według Daniela Ellsberga, Lansdale twierdził, że został zwolniony przez sekretarza obrony Roberta S. McNamare, po tym jak odrzucił ofertę Kennedy’ego, proponującą mu odegranie pewnej roli w obaleniu reżimu w Ngô Đình Diệma. Trzy tygodnie później, 22 listopada 1963 roku, Lansdale został rzekomo sfotografowany na Dealey Plaza w Dallas, wkrótce po zamordowaniu Kennedy’ego
Po przejściu do rezerwy powrócił do Wietnamu, gdzie od 1965 do 1968 roku, pracował w ambasadzie amerykańskiej.

### Po przejściu na emeryturę
Autor książki In the Midst of Wars opublikowanej w 1972 roku, napisanej na podstawie pamiętników. Jego biografia, The Unquiet American, została napisana przez Cecil Currey i opublikowana w 1988 roku; tytuł odnosi się do nieprawdziwego przekonania, że bohater książki Grahama Greene’a – The Quiet American, został oparty na osobie Lansdale’a.
Wiele prywatnych dokumentów i zapisków Lansdale’a zostało zniszczonych w pożarze w jego domu w McLean w 1972 roku. Większość ocalałych dokumentów została 1981 roku przekazana Hoover Institution, Uniwersytetu Stanfordzkiego.
Dwukrotnie żonaty, miał dwóch synów z pierwszego małżeństwa.
Zmarł 23 lutego 1987 w McLean. Został pochowany na Narodowym Cmentarzu w Arlington w stanie Wirginia.

## JFKOlivera Stone’a
W latach dziewięćdziesiątych zainteresowanie Lansdale'em wzrosło, po ukazaniu w filmie Olivera Stone’a JFK, osoby o kryptonimie „Generał Y”. Postać ta miała być właśnie Lansdalem, który miał być szefem operacyjnym zamachu na prezydenta Kennedy’ego w dniu 22 listopada 1963 roku. Ta teoria była inspirowana pytaniem na temat obecności Lansdale'a na Dealey Plaza, rozpoznanego przez byłego kolegę, L. Fletcher Proutyego na fotografii zrobionej przez fotografa Dallas Morning News zaraz po zamachu. Fotografia pokazuje rzekomo Lansdale'a spacerującego pobliżu „trzech włóczęgów” , którzy zostali aresztowani przez policję Dallas.
L. Fletcher Prouty pracował obok Lansdale'a przez 9 lat, znał jego charakterystyczny kształt głowy, pierścień oraz sposób chodzenia. Chociaż jest wiele spekulacji co do tożsamości „włóczęgów”, identyfikacja Prouty’ego została potwierdzona przez gen. Victor H. Krulaka. Daniel Ellsberg, konsultant Olivera Stone’a przy filmie JFK oraz były podwładny Lansdale'a, twierdzi, że Stone nie umieścił otwarcie Lansdale'a w filmie, wierząc że jest niewinny stawianych mu zarzutów.

## Odznaczenia
- Distinguished Service Medal (1963)
- National Security Medal
- Oficer Legii Honorowej (Filipiny)
- Military Merit Medal (Filipiny)